# Бондаренко Руслан Анатолійович
Русла́н Анато́лійович Бондаре́нко — солдат Збройних сил України, учасник російсько-української війни.
Станом на березень 2017 року — старший технік групи регламенту радіоелектронного обладнання технічно-експлуатаційної частини, в/ч А3384.

## Нагороди
За особисту мужність і героїзм, виявлені у захисті державного суверенітету та територіальної цілісності України, вірність військовій присязі під час російсько-української війни
- нагороджений орденом «За мужність» III ступеня (26.2.2015).